# Rhinovirus
Rhinoviry (z řeckého rhīs; nos) jsou nejběžnějšími a nejinfekčnějšími nositeli nachlazení v lidské populaci. Onemocnění se projevuje teplotami mezi 37 °C až 39 °C projevy infekce zasahují primárně na horní cesty dýchací. Rhinovirus je společným označením 3 druhů rodu Enterovirus z čeledi Picornaviridae.
Bylo rozpoznáno 99 typů lidských rhinovirů, které se liší v závislosti na velikosti povrchových proteinů. V přírodě se řadí mezi nejmenší viry, dosahují velikosti 30 nm. Pro srovnání virus pravých neštovici dosahuje velikosti 300 nm.
Na virus neexistuje lék ani vakcína.